# Karol Dobiáš
Karol Dobiáš (ur. 18 grudnia 1947 w Handlovej), piłkarz słowacki grający na pozycji pomocnika lub obrońcy.

## Kariera klubowa
Dobiáš rozpoczynał karierę w rodzinnej miejscowości Handlová w juniorach tamtejszego klubu Baník Handlová. W wieku 18 lat, czyli w 1965 roku przeszedł do Spartaka Trnava i z czasem wskoczył do pierwszej jedenastki tej drużyny. 3 lata później zaczął być współtworcą największych sukcesów w historii tego klubu. W 1967 roku wywalczył swój pierwszy Puchar Czechosłowacji, a w 1968 roku swoje pierwsze mistrzostwo Czechosłowacji. Rok później wystąpił ze Spartakiem w Pucharze Europy i doszedł aż do półfinału, w którym czechosłowacki zespół okazał się gorszy w dwumeczu od Ajaksu Amsterdam. W tym samym sezonie wywalczył ze Spartakiem dublet: zarówno mistrzostwo i, jak i krajowy puchar. W latach 1970–1971 został uznany najlepszym piłkarzem Czechosłowacji, a kolejne sukcesy z klubem z Trnavy osiągnął w latach 1971–1973, gdy zespół trzykrotnie z rzędu zostawał mistrzem ligi.
W 1977 roku Dobiáš przeszedł do Bohemiansu Praga. Przez 3 sezony był jednym z najlepszych zawodników tego klubu, jednak nie osiągał takich sukcesów jak w Trnavie. W 1980 roku Dobiáš opuścił praski zespół. W czechosłowackiej lidze rozegrał 344 mecze i zdobył 20 goli. Jego nowym klubem stał się belgijski KSC Lokeren, w którym razem z Włodzimierzem Lubańskim, Grzegorzem Latą oraz Prebenem Elkjærem Larsenem tworzył trzon drużyny. W pierwszym sezonie gry kwartet ten doprowadził Lokeren do wicemistrzostwa Belgii i finału Pucharu Belgii. W Lokeren Karol występował przez 3 lata i rozegrał 68 ligowych meczów. W 1983 roku Dobiáš odszedł do małego klubu Heirnis Gent z niższej ligi i w 1984 roku zakończył karierę w wieku 37 lat.

## Kariera reprezentacyjna
W reprezentacji Czechosłowacji Dobiáš zadebiutował 3 maja 1975 roku w wygranym 2:1 wyjazdowym meczu ze Szwajcarią. W 1970 roku był podstawowym zawodnikiem kadry na Mistrzostwa Świata w Meksyku. Zagrał tam we wszystkich 3 meczach, jednak każdy z nich Czechosłowacja przegrała.
W 1976 roku Dobiáš został powołany na Mistrzostwa Europy w Jugosławii. Tam grał we wszystkich meczach i wystąpił także w finale z RFN. W 25. minucie meczu zdobył gola na 2:0 dla Czechosłowacji, jednak potem Niemcy wyrównali i Czechosłowacja zapewniła sobie mistrzostwo Europy dopiero po serii rzutów karnych.
Ostatni mecz w kadrze Dobiáš rozegrał 26 marca 1980, a Czechosłowacja przegrała w Bazylei ze Szwajcarią 0:2. Przez 5 lat rozegrał w reprezentacji 67 meczów (w tym 5 jako kapitan) i zdobył 5 goli.

## Kariera trenerska
Po zakończeniu kariery piłkarskiej Dobiáš został trenerem. W 1984 roku trenował juniorów Bohemians Praga. W sezonie 1989/1990 był pierwszym trenerem czechosłowackiego pierwszoligowca SK Hradec Králové, z którym zajął 14. miejsce w lidze. We wrześniu 1990 został szkoleniowcem Zbrojovki Brno, jednak nie osiągnął z nią większych sukcesów i w trakcie sezonu 1992/1993 zrezygnował z pracy. Następnie trenował Spartę Praga, z którą wywalczył w 1994 roku mistrzostwo Czech. W kolejnych latach szkolił zawodników Sparty Krč (sezon 1995/1996), a potem został scoutem w Sparcie Praga. W sezonie 2003/2004 był asystentem trenera w Bohemiansie, ale w styczniu 2004 zrezygnował z pracy.

## Sukcesy

### jako piłkarz
- Mistrzostwo Czechosłowacji: 1968, 1969, 1971, 1972, 1973 ze Spartakiem
- Puchar Czechosłowacji: 1967, 1971, 1975 ze Spartakiem
- Puchar Mitropa: 1967 ze Spartakiem
- Wicemistrzostwo Belgii: 1981 z Lokeren
- Finał Pucharu Belgii: 1981 z Lokeren
- Najlepszy Piłkarz Czechosłowacji: 1970, 1971
- Mistrz Europy: 1976
- Udział w MŚ: 1970

### jako trener
- Mistrzostwo Czech: 1994 ze Spartą Praga